# Lijst van gemeentelijke monumenten in Maastricht, Kommelkwartier
De buurt Kommelkwartier in de wijk Maastricht-Centrum in Maastricht heeft 102 panden/objecten die als gemeentelijke monumenten zijn beschreven in 64 regels (monumentnummers).
| Object                                                         | Bouwjaar                                                                                   | Architect                     | Locatie                                               | Coördinaten                   | Nr.                   | Afbeelding                                               |
| -------------------------------------------------------------- | ------------------------------------------------------------------------------------------ | ----------------------------- | ----------------------------------------------------- | ----------------------------- | --------------------- | -------------------------------------------------------- |
| Muurwerk met rondboogpoort                                     | eind 18e eeuw (poort)                                                                      |                               | Abtstraat, ter hoogte van kruising Patersbaan         | 50° 50' 47" NB, 5° 41' 4" OL  | 0935/258              | Meer afbeeldingen                                        |
| Hekwerk oude Sint Servaasbrug                                  | 19e eeuw                                                                                   |                               | hoek Abtstraat - Calvariestraat                       | 50° 50' 53" NB, 5° 41' 1" OL  | 0935/980              | Meer afbeeldingen                                        |
| Woonhuis met lijstgevel                                        | circa 1865                                                                                 |                               | Abtstraat 3                                           | 50° 50' 51" NB, 5° 41' 3" OL  | 0935/982              | Meer afbeeldingen                                        |
| Kloostertuin Zusters Petrus Claver met Lourdesgrot             | circa 1950 (Lourdesgrot)                                                                   |                               | Bouillonstraat 4-6                                    | 50° 50' 50" NB, 5° 41' 13" OL | 0935/1157             | Upload foto                                              |
| Handelshuis met vier vleugels rond een binnenplaats            | 17e eeuw (westelijke vleugel), midden 19e eeuw (zuidvleugel), 1902 (voorgevel oostvleugel) |                               | Bouillonstraat 14                                     | 50° 50' 48" NB, 5° 41' 15" OL | 0935/1154             | Meer afbeeldingen                                        |
| Hoekpand                                                       | 1874 (verbouwing in eclectische stijl)                                                     |                               | Bouillonstraat 18                                     | 50° 50' 48" NB, 5° 41' 15" OL | 0935/1156             | Meer afbeeldingen                                        |
| Transformatorhuisje                                            | circa 1920                                                                                 |                               | Tongersestraat bij 2                                  | 50° 50' 48" NB, 5° 41' 14" OL | 0935/1153             | Meer afbeeldingen                                        |
| Winkel met bovenwoning                                         |                                                                                            |                               | Brusselsestraat 3a-d                                  | 50° 50' 59" NB, 5° 41' 8" OL  | 0935/1230             | Meer afbeeldingen                                        |
| Winkel-woonhuis in eclectische stijl                           | 1912                                                                                       |                               | Brusselsestraat 5, 5bc                                | 50° 50' 59" NB, 5° 41' 8" OL  | 0935/1235             | Meer afbeeldingen                                        |
| Winkelpand De Gruyter                                          | 1930 (voorgevel)                                                                           | T. Wilschut (vermoedelijk)    | Brusselsestraat 9                                     | 50° 50' 59" NB, 5° 41' 7" OL  | 0935/1244             | Meer afbeeldingen                                        |
| Woonhuis en café                                               | 1960                                                                                       | W. Schellinx                  | Brusselsestraat 25, 25abc                             | 50° 50' 58" NB, 5° 41' 5" OL  | 0935/1219             | Meer afbeeldingen                                        |
| Winkel-woonhuis                                                | circa 1700 (huis), late 19e eeuw (stucgevel)                                               |                               | Brusselsestraat 27, 27b                               | 50° 50' 58" NB, 5° 41' 5" OL  | 0935/1220             | Meer afbeeldingen                                        |
| Winkel-woonhuis                                                | late 19e eeuw (stucgevel)                                                                  |                               | Brusselsestraat 29, 29b                               | 50° 50' 58" NB, 5° 41' 5" OL  | 0935/1222 [dode link] | Meer afbeeldingen                                        |
| Achterhuis                                                     | 18e eeuw                                                                                   |                               | Brusselsestraat 37 (achterhuis t.h.v. nr 33)          | 50° 50' 58" NB, 5° 41' 4" OL  | 0935/1224             | Upload foto                                              |
| Café-woonhuis                                                  |                                                                                            |                               | Brusselsestraat 49abcd                                | 50° 50' 58" NB, 5° 41' 2" OL  | 0935/1233             | Meer afbeeldingen                                        |
| Achterhuis                                                     |                                                                                            |                               | achter Brusselsestraat 49abcd en 51 (achterhuis)      | 50° 50' 58" NB, 5° 41' 2" OL  | 0935/1234             | Upload foto                                              |
| Winkel-woonhuis                                                | late 19e eeuw (lijstgevel)                                                                 |                               | Brusselsestraat 61                                    | 50° 50' 58" NB, 5° 40' 60" OL | 0935/1236             | Meer afbeeldingen                                        |
| Woonhuis met een lijstgevel in eclectische stijl               | 1910                                                                                       |                               | Brusselsestraat 69                                    | 50° 50' 58" NB, 5° 40' 59" OL | 0935/1238             | Meer afbeeldingen                                        |
| Voormalige directeurswoning zoutfabriek Marres                 | midden 19e eeuw                                                                            |                               | Brusselsestraat 87a01-c02 en 89                       | 50° 50' 58" NB, 5° 40' 54" OL | 0935/1242             | Meer afbeeldingen                                        |
| Woonhuis met lijstgevel                                        | 19e eeuw (lijstgevel)                                                                      |                               | Brusselsestraat 91                                    | 50° 50' 58" NB, 5° 40' 53" OL | 0935/1245             | Meer afbeeldingen                                        |
| Herenhuis met lijstgevel                                       | 1911 (voorgevel)                                                                           | Theophile van Kan (voorgevel) | Brusselsestraat 95ab                                  | 50° 50' 58" NB, 5° 40' 51" OL | 0935/1246             | Herenhuis met lijstgevel                                 |
| Winkel-woonhuis met lijstgevel                                 | vroege 20e eeuw (lijstgevel)                                                               |                               | Brusselsestraat 103, 103abc                           | 50° 50' 58" NB, 5° 40' 50" OL | 0935/1202             | Meer afbeeldingen                                        |
| Winkel-woonhuis met voorgevel in neorenaissancestijl           |                                                                                            |                               | Brusselsestraat 107, 107abc                           | 50° 50' 58" NB, 5° 40' 50" OL | 0935/1203             | Meer afbeeldingen                                        |
| Hoekpand                                                       | 1910 (herbouw), 1937 (onderpui)                                                            |                               | Brusselsestraat 115 en Jekerstraat 1bc                | 50° 50' 58" NB, 5° 40' 48" OL | 0935/1206             | Meer afbeeldingen                                        |
| Huis met lijstgevel                                            |                                                                                            |                               | Brusselsestraat 123abc                                | 50° 50' 58" NB, 5° 40' 46" OL | 0935/1209             | Meer afbeeldingen                                        |
| Borstbeeld C.J.M. Ruijs de Beerenbrouck                        | 1967                                                                                       | Albert Meertens               | Calvariestraat                                        | 50° 50' 50" NB, 5° 40' 51" OL | 0935/1257 [dode link] | Meer afbeeldingen                                        |
| Twee panden; voormalige bijgebouwen van het Kruisherenklooster | 17e eeuw (oostelijk hoekpand)                                                              |                               | Calvariestraat 2b01-2c04                              | 50° 50' 53" NB, 5° 41' 0" OL  | 0935/1253             | Meer afbeeldingen                                        |
| Stadsboerderij (woonhuis en poortgebouw)                       | 1868                                                                                       |                               | Calvariestraat 10                                     | 50° 50' 53" NB, 5° 40' 58" OL | 0935/1247             | Meer afbeeldingen                                        |
| Woonhuis met garage                                            | 1930 (herbouw)                                                                             |                               | Calvariestraat 12ab                                   | 50° 50' 53" NB, 5° 40' 58" OL | 0935/1248             | Meer afbeeldingen                                        |
| Stadsboerderij met schuur                                      | 1875                                                                                       |                               | Calvariestraat 14                                     | 50° 50' 53" NB, 5° 40' 57" OL | 0935/1249             | Meer afbeeldingen                                        |
| Schuur                                                         |                                                                                            |                               | Calvariestraat 16A-02 (achter nummer 14)              | 50° 50' 53" NB, 5° 40' 56" OL | 0935/1252 [dode link] | Upload foto                                              |
| Woonhuis                                                       | 1927                                                                                       |                               | Hertogsingel 53                                       | 50° 50' 51" NB, 5° 40' 46" OL | 0935/1466             | Meer afbeeldingen                                        |
| Winkel-woonhuis                                                | 1929                                                                                       | A. Boosten                    | Hertogsingel 55ab – Calvariestraat 62, 62a            | 50° 50' 51" NB, 5° 40' 46" OL | 0935/1467 [dode link] | Meer afbeeldingen                                        |
| Praktijkwoning tandarts                                        | 1929                                                                                       |                               | Hertogsingel 57 - Calvariestraat 21BC                 | 50° 50' 49" NB, 5° 40' 48" OL | 0935/1468             | Meer afbeeldingen                                        |
| Dubbelpand; twee woonhuizen in traditionalistische stijl       | 1939                                                                                       |                               | Hertogsingel 97-99                                    | 50° 50' 44" NB, 5° 40' 52" OL | 0935/1470             | Dubbelpand; twee woonhuizen in traditionalistische stijl |
| Bedrijfspand met garage                                        | 1928                                                                                       |                               | Jekerstraat 2-4, 4a                                   | 50° 50' 58" NB, 5° 40' 48" OL | 0935/1518             | Meer afbeeldingen                                        |
| Hoevewoning met poortgebouw                                    | 1843                                                                                       |                               | Jekerstraat 6, 6a01-b03                               | 50° 50' 57" NB, 5° 40' 48" OL | 0935/1532             | Meer afbeeldingen                                        |
| Woonhuis                                                       | circa 1800                                                                                 |                               | Jekerstraat 8, 8abc                                   | 50° 50' 57" NB, 5° 40' 48" OL | 0935/1533             | Meer afbeeldingen                                        |
| Woonhuis                                                       | circa 1800                                                                                 |                               | Jekerstraat 9                                         | 50° 50' 56" NB, 5° 40' 49" OL | 0935/1535             | Meer afbeeldingen                                        |
| Woonhuis met poortdoorgang                                     | late 18e eeuw (kozijnen), late 19e eeuw (voorgevel)                                        |                               | Jekerstraat 25, 25b                                   | 50° 50' 55" NB, 5° 40' 50" OL | 0935/1520             | Meer afbeeldingen                                        |
| Woonhuis met gecementeerde lijstgevel                          | circa 1800 (kern)                                                                          |                               | Jekerstraat 27                                        | 50° 50' 55" NB, 5° 40' 50" OL | 0935/1521             | Meer afbeeldingen                                        |
| Woonhuis met lijstgevel                                        | 1709 (gevelsteen)                                                                          |                               | Jekerstraat 33                                        | 50° 50' 54" NB, 5° 40' 51" OL | 0935/1522             | Meer afbeeldingen                                        |
| Woonhuis met lijstgevel                                        | circa 1800 (kern)                                                                          |                               | Jekerstraat 35                                        | 50° 50' 54" NB, 5° 40' 51" OL | 0935/1523             | Meer afbeeldingen                                        |
| Manege, vanaf 1789 schouwburg, in 19e eeuw paardenstalling     | 1708 (manege), 1748 (verbouwing)                                                           |                               | Jekerstraat 41                                        | 50° 50' 53" NB, 5° 40' 52" OL | 0935/1526             | Meer afbeeldingen                                        |
| Voormalig badhuis                                              | 1933                                                                                       | W. Sprenger                   | Jekerstraat 49                                        | 50° 50' 52" NB, 5° 40' 52" OL | 0935/1528             | Meer afbeeldingen                                        |
| Woonhuis in eclectische stijl                                  | eind 19e eeuw                                                                              |                               | Minderbroedersberg 5                                  | 50° 50' 48" NB, 5° 41' 13" OL | 0935/1747             | Meer afbeeldingen                                        |
| Voormalig gevangenishospitaal en vrouwengevangenis             | 1806                                                                                       |                               | Minderbroedersberg 6a                                 | 50° 50' 48" NB, 5° 41' 9" OL  | 0935/1748             | Meer afbeeldingen                                        |
| Verpleegstersflat                                              | 1961                                                                                       | W. Schellinx                  | Polvertorenstraat 2B-2M                               | 50° 50' 44" NB, 5° 41' 1" OL  | 0935/255              | Meer afbeeldingen                                        |
| Wooncomplex van 33 woningen                                    | 1939                                                                                       | A. Boosten                    | Sint Nicolaasstraat 11-27, Jekerstraat 20-36 en 40-68 | 50° 50' 55" NB, 5° 40' 49" OL | 0935/2972 [dode link] | Meer afbeeldingen                                        |
| Kloostertuin Zusters Onder de Bogen                            | begin 20e eeuw (tuinpaviljoen)                                                             |                               | achter Sint Servaasklooster 20                        | 50° 50' 53" NB, 5° 41' 8" OL  | 0935/3599             | Meer afbeeldingen                                        |
| Woonhuis met lijstgevel in eclectische stijl                   | circa 1900                                                                                 |                               | Sint Servaasklooster 30a                              | 50° 50' 51" NB, 5° 41' 13" OL | 0935/1941             | Meer afbeeldingen                                        |
| Schoormuur van de 2e middeleeuwse stadsomsluiting              |                                                                                            |                               | Sint Servaasbolwerk                                   | 50° 50' 49" NB, 5° 40' 55" OL | 0935/253              | Meer afbeeldingen                                        |
| Parkaanleg bij Aldenhofflat                                    |                                                                                            |                               | Sint Servaasbolwerk, tegenover 30                     | 50° 50' 47" NB, 5° 40' 54" OL | 0935/254              | Upload foto                                              |
| Ginkgo-boom                                                    |                                                                                            |                               | Polvertorenplein, achter 12 en 13                     | 50° 50' 45" NB, 5° 41' 4" OL  | 0935/256              | Upload foto                                              |
| Vrijstaand woonhuis                                            | 1941                                                                                       |                               | Tongerseplein 1                                       | 50° 50' 42" NB, 5° 40' 54" OL | 0935/2087             | Meer afbeeldingen                                        |
| Landhuis ‘de Witte Roaf’                                       | 1938                                                                                       | A. Boosten                    | Tongerseplein 2                                       | 50° 50' 42" NB, 5° 40' 53" OL | 0935/2090             | Meer afbeeldingen                                        |
| Winkel-woonhuis                                                | late 19e eeuw (winkelpui)                                                                  |                               | Tongersestraat 30, 30d                                | 50° 50' 46" NB, 5° 41' 9" OL  | 0935/2091             | Meer afbeeldingen                                        |
| Woonhuis met eclectische lijstgevel                            | 1890                                                                                       |                               | Tongersestraat 48                                     | 50° 50' 45" NB, 5° 41' 8" OL  | 0935/2092             | Meer afbeeldingen                                        |
| Woonhuis                                                       | 17e eeuw (kern), 1894 (lijstgevel)                                                         |                               | Tongersestraat 62                                     | 50° 50' 44" NB, 5° 41' 6" OL  | 0935/2096             | Meer afbeeldingen                                        |
| Complex van drie woonhuizen                                    | 1931                                                                                       |                               | Tongersestraat 72a t/m 76e                            | 50° 50' 44" NB, 5° 41' 4" OL  | 0935/2098 [dode link] | Meer afbeeldingen                                        |
| Dubbel woonhuis met eclectische voorgevel                      | circa 1905                                                                                 |                               | Tongersestraat 78, 80, 80ab                           | 50° 50' 44" NB, 5° 41' 4" OL  | 0935/2100 [dode link] | Meer afbeeldingen                                        |
| Woonhuis                                                       | circa 1940                                                                                 |                               | Tongerseweg 2                                         | 50° 50' 43" NB, 5° 40' 59" OL | 0935/2110             | Meer afbeeldingen                                        |
| Woonhuis in traditionalistische stijl                          | 1911                                                                                       |                               | Tongerseweg 4                                         | 50° 50' 43" NB, 5° 40' 59" OL | 0935/2114             | Meer afbeeldingen                                        |
| Dubbel pand; twee villas Aldenhof en Ons Thuis                 | 1939                                                                                       | W.J. Sandhövel                | Tongerseweg 6-8                                       | 50° 50' 43" NB, 5° 40' 58" OL | 0935/2117 [dode link] | Dubbel pand; twee villas Aldenhof en Ons Thuis           |